# Chamaelycus fasciatus
Chamaelycus fasciatus är en ormart som beskrevs av Günther 1858. Chamaelycus fasciatus ingår i släktet Chamaelycus och familjen snokar. Inga underarter finns listade i Catalogue of Life.
Arten förekommer i västra och centrala Afrika från Liberia till västra Uganda och söderut till Kongo-Kinshasa. Honor lägger ägg.
Populationen som tidvis listades som underart Chamaelycus fasciatus werneri lever i Kongo-Brazzaville, Gabon och Kamerun.